# Köflachit
Köflachit ist ein mögliches fossiles Harz (Bernstein) oder Gemisch verschiedener Kohlenwasserstoffverbindungen aus den neogenen Braunkohleschichten des Voitsberg-Köflacher-Reviers in der Weststeiermark. Schon Cornelio August Doelter, der Erstbeschreiber des Minerals, sah darin eine wahrscheinliche Varietät des Jaulingit. Die Eigenschaften des Köflachit sind untypisch für fossile Harze, weshalb in der späteren Forschung die Zuordnung, aber auch die Eigenständigkeit als fraglich angesehen wird. Köflachit findet sich dennoch immer wieder als Bezeichnung.

## Beschreibung und Eigenschaften
Laut Cornelio August Doelter, der das Mineral erstmals beschrieb, soll es ein dunkelbraunes Harz sein, dessen Splitter durchscheinend und rötlichbraun gefärbt sind. Der Bruch sei muschelig. Doelter gibt den Schmelzpunkt bei etwa 98 °C und eine Dichte von 1,2 bis 1,25 g/ml an. Diese Eigenschaften sind für fossile Harze ungewöhnlich. Auch die Angabe, dass Köflachit sich schnell und vollständig in Ether auflöse und auch in Kohlenstoffdisulfid löslich sei, ist untypisch für Bernsteine. Das von Doelter genutzte Originalmaterial ist aber nicht mehr auffindbar.
W. Siegl beschreibt Köflachit als braun mit einer schokoladenbraunen Fluoreszenz.
Eine von Norbert Vávra 1992/93 untersuchte Probe von vermeintlichem Köflachit aus der Sammlung des Instituts für Paläontologie der Universität Wien hatte einen Schmelzpunkt von über 230 °C. Eine andere zuerst als Retinit bezeichnete, bei Rosental an der Kainach gesammelte Probe aus der Mineralogischen Sammlung des Landesmuseums Joanneum zeigte übereinstimmende Eigenschaften mit dem zuvor beschriebenen Köflachit. Vávra konnte mit Gaschromatographie belegen, dass sich Köflachit fast zur Hälfte aus Eudesman und Phyllocladan (Branchit) zusammensetzt. Daneben fand er noch als weitere Bestandteile Dehydroabietan, Sandarocopimaran, Simonellit sowie ein mögliches Reten, wobei es sich auch um ein anderes isomeres Kohlenstoffgemisch mit der gleichen Molekülmasse handeln könnte.

## Forschungsgeschichte
Der Geologe Cornelio August Doelter beschrieb 1879 ein organisches Mineral (Retinit) aus dem Hangendstollen des Gottesgabenschachts bei Maria Lankowitz als Köflachit. Der Name leitet sich vom Fundort nahe der Stadt Köflach ab. Der Köflachit kam dort in zolldicken Schichten in der neogenen Braunkohle (Ablagerung im Karpatium, d. h. vor 17 bis 16 Millionen Jahren) vor. Doelter benannte das Mineral zwar, sah es aber als wahrscheinliche Varietät des Jaulingit oder zumindest chemisch diesem sehr nahestehend. Er schlug deshalb vor, chemisch sehr nahe verwandte Harze unter einem gemeinsamen Namen zu führen, da es je nach Fundort kleine Unterschiede in der Zusammensetzung gebe. Eine Unterscheidung könne durch die Angabe des Fundortes erfolgen.
Eduard Hatle folgte 1885 der Ansicht Doelters in seiner Beschreibung Die Minerale des Herzogthums Steiermark und führte den Köflachit als Varietät des Jaulingits. Auch der Mineraloge Heinz Meixner teilte 1950 diese Ansicht. Der Botaniker Jiří Paclt beschrieb 1953, dass das Harz, aus dem sich Köflachit zusammensetzt, wahrscheinlich von Nadelbäumen, möglicherweise vom Zypressengewächs Taxodioxylon stammte. Paclt vermerkt aber nicht, wie er auf einen pflanzlichen Ursprung des Köflachit kam.
Norbert Vávra untersuchte 1992/93 eine Köflachitprobe, bei der festgestellt wurde, dass es sich zum überwiegenden Teil um ein Gemisch von verschiedenen Kohlenwasserstoffen, vor allem Phyllocladan, handelt. Dadurch setzt sich der untersuchte Köflachit zu etwa einem Viertel aus reinem Branchit (ehemals Hartit) zusammen. Für die Untersuchung wurden zwei Proben mit den Fundortangaben Köflach und Rosental an der Kainach genutzt, weil das von Doelter beschriebene Originalmaterial sich nicht mehr auffinden ließ. Die Probe aus Köflach wies allerdings einen viel höheren Schmelzpunkt auf als von Doelter angegeben, so dass es fraglich ist, ob es wirklich Köflachit war. Laut Vávra ist Köflachit ein Gemisch verschiedener Kohlenwasserstoffe und kein Harzmineral im eigentlichen Sinn. Anhand dieser Ergebnisse führte Vávra den Arbeitsbegriff Hartit-Gruppe ein, in die er neben dem namensgebenden Hartit/Branchit und dem Köflachit auch ähnliche organische Minerale wie Jaulingit und Ixolith stellte. Als möglichen pflanzlichen Ursprung des Köflachit nennt er die beiden Gattungen Cryptomeria und Sciadopitys.
Gerhard Heck bezeichnete 1999 in seiner vergleichenden Studie zur Unterscheidung von Bernstein mittels Pyrolyse-Gaschromatographie einen Bernstein aus Köflach, bei dem es sich vermutlich um Köflachit handelt, als eigenständigen Bernstein aus Österreich. Auch Waltraud Winkler bezeichnete in einer 2001 publizierten vergleichenden Studie zur Reifung fossiler Harze durch Raman-Spektroskopie Material aus Köflach als fossiles Harz.